# Access (klättring)
Access syftar, inom klättringen, på klättrarnas tillgång till klippor. Denna tillgänglighet styrs i Sverige av bland annat:
- Allemansrätt
- Naturskyddsföreskrifter, till exempel fågelskydd
- Relationer med markägare

Konflikter kring access har förekommit på flera platser i Sverige, bland annat i Dalarna. I vissa fall har klättring förbjudits på populära klätterklippor. Vanliga orsaker till konflikter är nedskräpning, parkeringsproblem och buller.
Svenska klätterförbundet driver genom svenska klätterklubbar ett förebyggande arbete för att tillförsäkra klättrare tillgång till klippor.